# デビッド・バーク
デビッド・バーク（David Burke、1934年5月25日 - ）は、イギリスの俳優。

## 略歴
リヴァプール出身。王立演劇学校で学ぶ。TVを中心に活躍、『グラナダTVシャーロック・ホームズの冒険』で初代ワトソン役を2シリーズ（1984年-1985年、他の作品に1965年）演じている。他、デヴィッド・スーシェの『名探偵ポワロ』にも出演している。
息子に俳優のトム・バークがいる。妻は女優のアンナ・コールダー＝マーシャル。

## 主な出演作品
| 年        | 日本語題 原題                                                  | 役名                      | 備考 |
| --------- | -------------------------------------------------------------- | ------------------------- | --- |
| 1963      | コロネーション・ストリート Coronation Street                   | 教師                      | テレビシリーズ第304話に出演                                                                             |
| 1965      | BBC版 シャーロック・ホームズ Sherlock Holmes                   | ジョージ・バーンウェル卿  | テレビシリーズ第1シリーズ第8話『緑柱石の宝冠』に出演                                                    |
| 1966      | コロネーション・ストリート Coronation Street                   | ジョン・ベンジャミン      | テレビシリーズ第572、573、582、583話に出演                                                              |
| 1981      | 冬物語 The Winter's Tale                                       | カミロー                  | テレビ映画 テレビシリーズ『BBC Television Shakespeare』シーズン3エピソード4 日本ではテレビ放映          |
| 1983      | ヘンリー6世・第一部 The First Part of Henry the Sixth          | グロスター公              | テレビ映画 テレビシリーズ『BBC Television Shakespeare』シーズン5エピソード3 日本ではNHK教育で放映       |
| 1983      | ヘンリー6世・第二部 The Second Part of Henry the Sixth         | グロスター公/肉屋ディック | テレビ映画 テレビシリーズ『BBC Television Shakespeare』シーズン5エピソード4 日本ではNHK教育で放映       |
| 1983      | リチャード3世 The Tragedy of Richard III                       | ウィリアム・ケイツビー    | テレビ映画 テレビシリーズ『BBC Television Shakespeare』シーズン5エピソード6 日本ではNHK教育で放映       |
| 1983      | スパイ・エース Reilly, Ace of Spies                            | ヨシフ・スターリン        | テレビシリーズ第11話と第12話（最終話）に出演 日本ではビデオスルー                                       |
| 1984-1985 | シャーロック・ホームズの冒険 The Adventures of Sherlock Holmes | ジョン・ワトソン医師      | テレビシリーズ第1および第2シリーズ計13話に出演                                                          |
| 1995      | 名探偵ポワロ Agatha Christie's Poirot                          | アーサー・スタンリー卿    | テレビシリーズ第6シリーズ第2話『ヒッコリー・ロードの殺人』に出演                                        |
| 2002      | ウェイキング・ザ・デッド 迷宮事件特捜班 Waking the Dead        | フィリップ・ブライアント  | テレビシリーズ第2シリーズ第1話と第2話に出演                                                             |
| 2004      | リンリー警部 捜査ファイル The Inspector Lynley Mysteries       | DSIウェバリー             | テレビシリーズ第3シリーズ第1話と第2話に出演                                                             |
| 2005      | ダルジール警視 Dalziel and Pascoe                              | ポール・ボディソン        | テレビシリーズ第9シリーズ第7話と第8話                                                                   |
| 2005      | バーナビー警部 Midsomer Murders                                | ジョン・ファロウ/ヘッジ   | テレビシリーズ第8シリーズ第8話『不協和なラプソディ』に出演                                              |
| 2005      | MI-5 英国機密諜報部 Spooks または MI-5                         | フィオナの父              | 第4シリーズ第8話『The Russian』に出演                                                                   |
| 2012      | ウーマン・イン・ブラック 亡霊の館 The Woman in Black           | PC・コリンズ              | |
| 2014      | マスケティアーズ/三銃士 The Musketeers                         | デュヴァル神父            | テレビシリーズ第1シリーズ第6話『国王の母』に出演 NHK放映時のタイトルは『マスケティアーズ パリの四銃士』 |
| 2016      | もう一人のバーナビー警部 Midsomer Murders                      | フレッド・メッセンジャー  | テレビシリーズ第19シリーズ第1話『よみがえった村』に出演                                                 |